# Bois-le-Roi (Normandia)
Bois-le-Roi è un comune francese di 1 000 abitanti situato nel dipartimento dell'Eure nella regione della Normandia.

## Società

### Evoluzione demografica
Abitanti censiti